# Marc-Anton-Monument

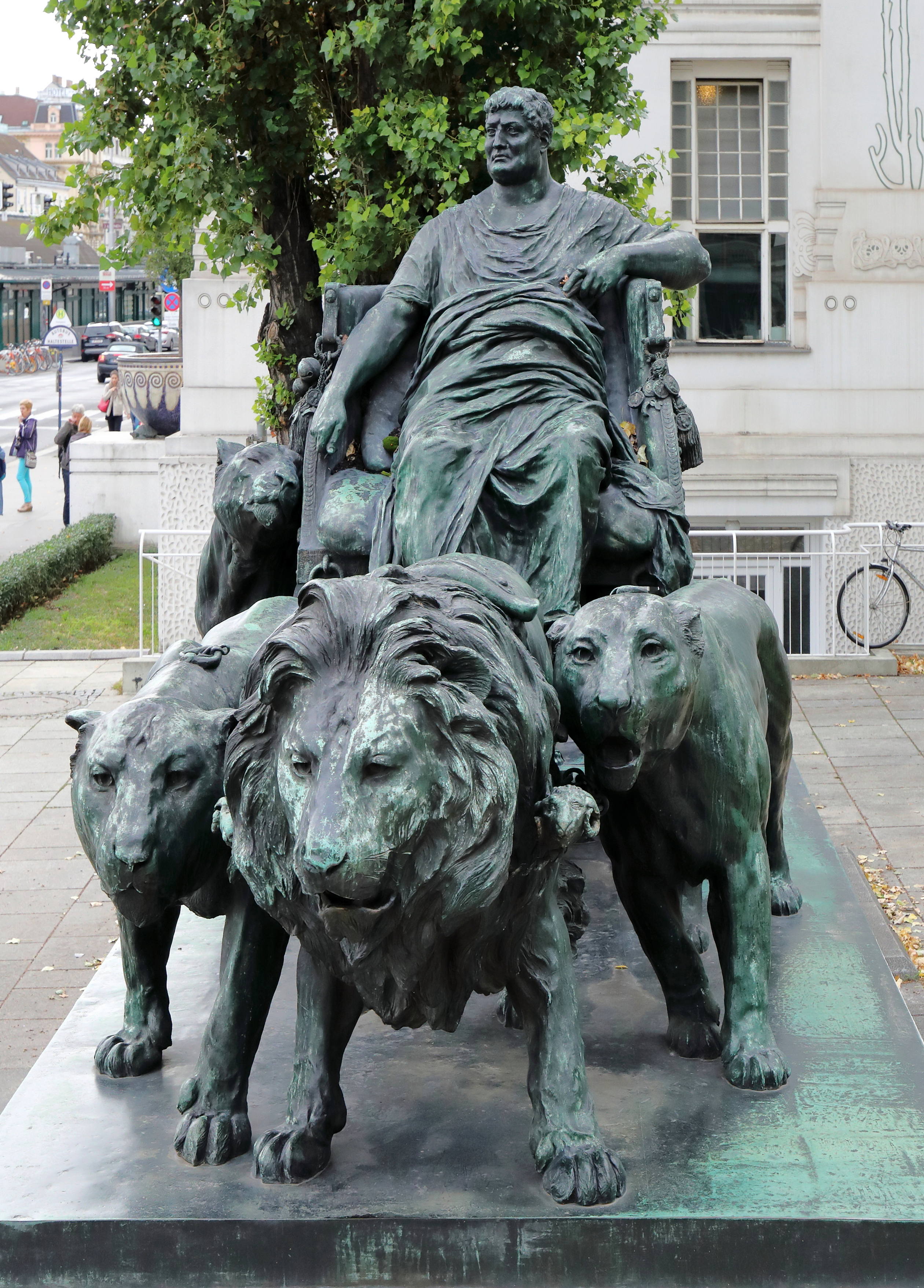
Marc-Anton-Monument in Wien

Das Marc-Anton-Monument, oftmals auch als Marc-Anton-Gruppe bezeichnet, an der Friedrichstraße und neben dem Wiener Secessionsgebäude in der österreichischen Bundeshauptstadt Wien ist eine Bronze-Großplastik aus den Jahren 1899/1900. Sie wurde von dem Secessions-Künstler Arthur Strasser für die Pariser Weltausstellung 1900 geschaffen und anschließend neben dem Secessionsgebäude aufgestellt. Es zeigt den römischen Feldherrn und Politiker Marcus Antonius im Triumphwagen mit einem Löwengespann. Die Statue wird im Volksmund gelegentlich als „Löwenfiaker“ bezeichnet.

## Geschichte
Arthur Strasser, Mitglied des Wiener Künstlerhauses (1886–91 und 1907–27) sowie der Münchner und der Wiener Secession (1898–1900), schuf 1896 das knapp 50 cm große, grün patinierte Gipsmodell „Marc Anton im Triumphwagen“. Es wurde in Berlin wie auch bei der Wiener Künstlerhausausstellung 1896 gezeigt und er erhielt dafür den Reichelpreis. Das Unterrichtsministerium kauft das Modell an und beauftragte Strasser, ein identisches Gipsmodell mit 5/3 Lebensgröße für einen Bronzeguss herzustellen, der für die Pariser Weltausstellung 1900 angefertigt und in der k.u.k. Kunst-Erzgießerei Wien (Gusshausstraße) gegossen wurde. Im Anschluss sollte die Plastik in der Babenbergerstraße beim Kunsthistorischen Museum aufgestellt werden. Tatsächlich erfolgte zwischen dem 20. Dezember 1900 und dem 5. März 1901 eine „provisorische“ Aufstellung in der Gartenanlage neben dem Secessionsgebäude, das zu einer Daueraufstellung wurde. Bei einer Bombardierung von Wien am 7. Februar 1945 wurde sie von Bombensplittern durchlöchert und im Jahr 1956 wieder hergestellt.
Im Zuge der umfangreichen Umgestaltung des Karlsplatzes zum „Kunstplatz Karlsplatz“ und dem Umbau der U-Bahn-Station Karlsplatz sowie der Errichtung eines Depots für die Secession wurde die Marc-Anton-Gruppe 2005 demontiert und restauriert. Anschließend wurde die rund 4 Tonnen schwere Plastik auf einen höheren Sockel gestellt, „damit künftig weniger Touristen auf den Löwen reiten“. Die Gesamtkosten der Restaurierung betrugen rund 100.000 Euro.

## Beschreibung

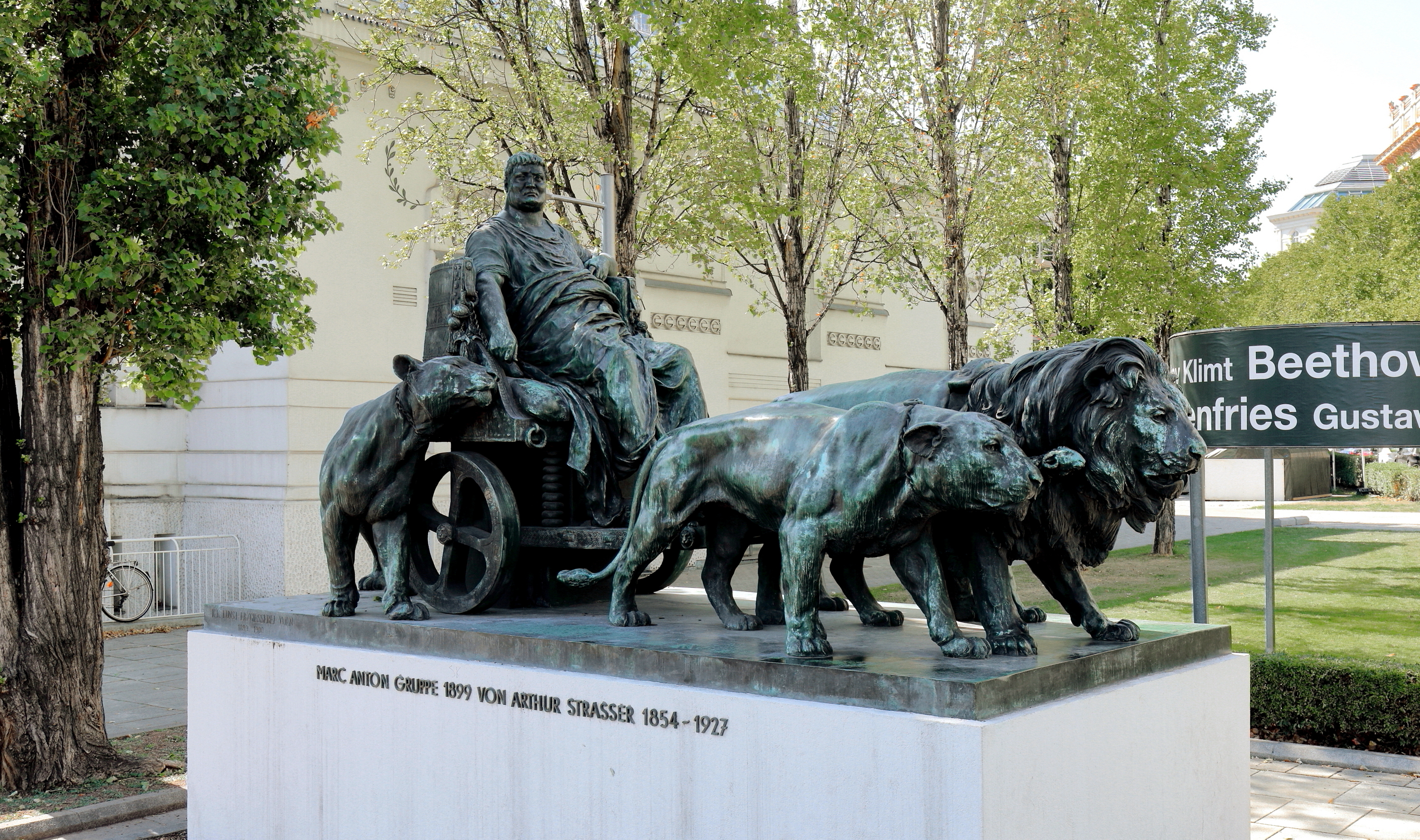
Seitenansicht des Marc-Anton-Monuments

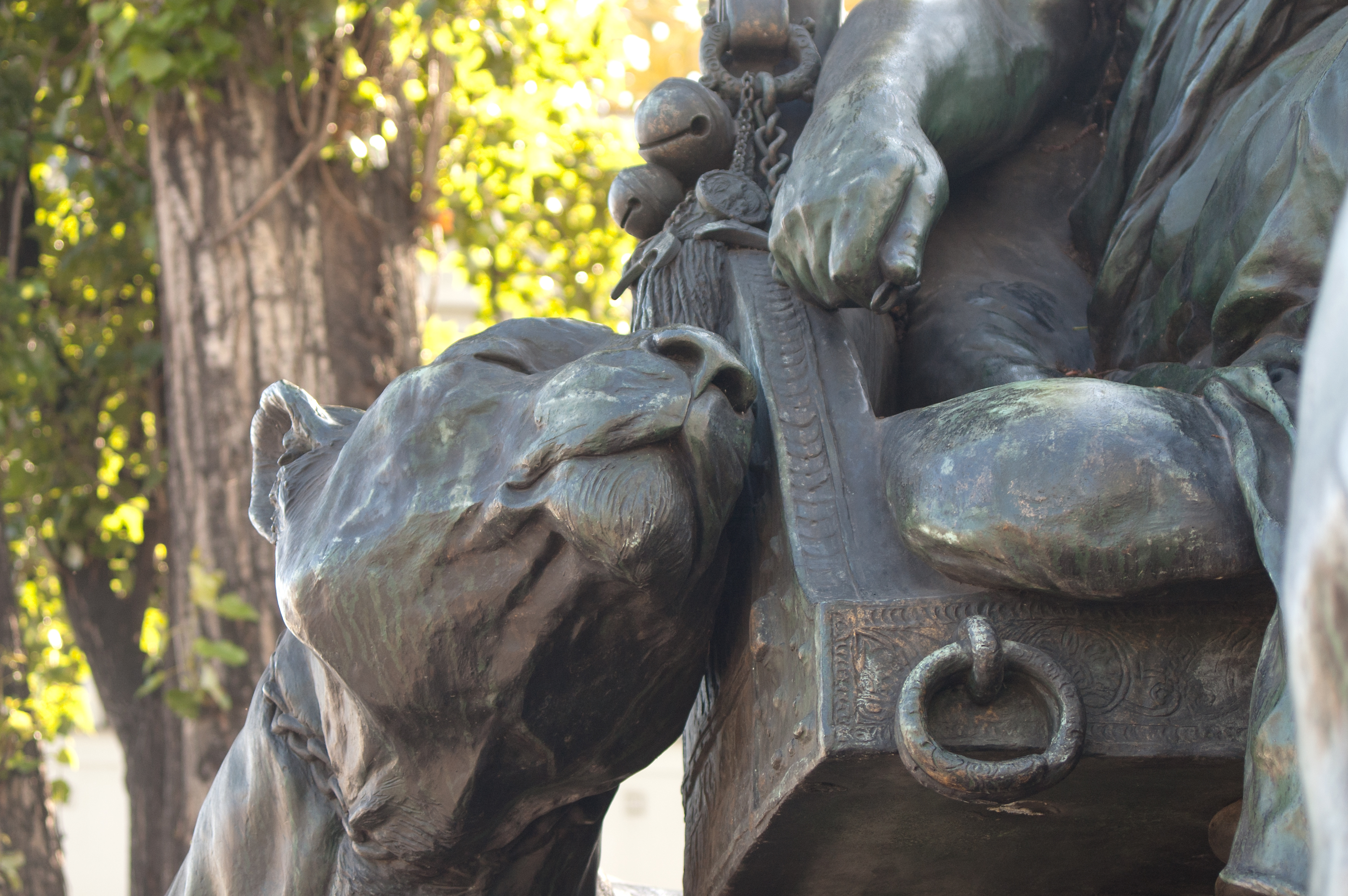
Detail: rechtsseitig Streitwagen mit Löwinnenkopf

Die Plastik zeigt den römischen Feldherrn und Staatsmann Marcus Antonius bequem zurückgelehnt in einem Streitwagen sitzend, der von einem aus drei Löwen bestehenden Löwengespann gezogen wird und rechts neben dem Wagen befindet sich eine geführte Löwin, die sich mit geschlossenen Augen an den Wagen anschmiegt. Das Löwengespann in Schrittstellung besteht aus einem männlichen Löwen in der Mitte und zwei Löwinnen, die in ihrer Aufstellung wie auch in der Höhe pyramidal gestuft sind. Die Figur des Marcus Antonius wird sehr massig dargestellt, ist mit einer Tunika bekleidet und hat quer über den Leib eine Toga liegen. Der Streitwagen ist sehr detailliert ausgeführt und hat an der halbkreisförmigen Rückwand sechs Reliefstreifen, welche Szenen aus dem Leben von Marcus Antonius darstellen.
Die Statue zeigt durch die träge und korpulente Darstellung des römischen Feldherrn die Züge der Dekadenz, die sich die Künstler der Secession auf die Fahnen geschrieben hatten. Das Fin de Siècle, welches sich z. B. bei Arthur Schnitzlers Lieutenant Gustl zeigt, wird in dieser Bronzeplastik greifbar.